# Coproxenus
Coproxenus är ett släkte av skalbaggar. Coproxenus ingår i familjen stumpbaggar.
Kladogram enligt Catalogue of Life:
| Coproxenus | \| \| Coproxenus marshalli \| \| \| \| \| \| Coproxenus opacipennis \| \| \| \| |
|            | \| \| Coproxenus marshalli \| \| \| \| \| \| Coproxenus opacipennis \| \| \| \| |
|            | Coproxenus marshalli                                                            |
|            |                                                                                 |
|            | Coproxenus opacipennis                                                          |
|            |                                                                                 |